# 1969 في ألمانيا
فيما يلي قوائم الأحداث التي وقعت خلال عام 1969 في ألمانيا.

## سياسة

### تعيين في المنصب
- 1 يناير – ريتشارد فون فايتسكر عضو في البوندستاغ الألماني.
- 1 يناير – كونراد أليرس المتحدث باسم الحكومة الاتحادية الألمانية ‏.
- 19 مايو – هلموت كول رئيس وزراء راينلند بالاتينات  [لغات أخرى]‏.
- 1 يوليو – غوستاف هاينيمان رئيس ألمانيا.
- 21 أكتوبر – فالتر شيل نائب المستشار، وزير الخارجية.
- 22 أكتوبر – ألكسندر مولر وزير المالية الاتحادي.
- 22 أكتوبر – فيلي براندت مستشار ألمانيا.
- 22 أكتوبر – هانز ديتريش غينشر وزير الداخلية الاتحادي.
- 22 أكتوبر – هلموت شميت وزير الدفاع الألماني.

### انتهاء فترة المنصب
- 1 يناير – بيتر ألتميير رئيس وزراء راينلند بالاتينات  [لغات أخرى]‏.
- 1 يناير – هنري كابوت لودج الابن سفير لدى ألمانيا.
- 30 يونيو – هاينريش لوبكه رئيس ألمانيا.
- 20 أكتوبر – فيلي براندت نائب المستشار، وزير الخارجية.
- 21 أكتوبر – غيرهارد شرودر وزير الدفاع الألماني.
- 21 أكتوبر – كورت خموكر Federal Minister for the Treasury ‏.
- 21 أكتوبر – كورت غيورغ كيزينغر مستشار ألمانيا.
- 22 أكتوبر – فرانز جوزيف ستراوس وزير المالية الاتحادي.
- 31 أكتوبر – هربرت ويخمان رئيس البوندسرات.

## رياضة
- 1 يناير – كأس العالم لكرة الطائرة للرجال 1969
- 3 أغسطس – جائزة ألمانيا الكبرى 1969 الفائز جاكي إيكس.

## ظهور
- 1 يناير – سكوربينز فرقة روك ألمانية.

## مواليد

### يناير
- 1 يناير – كاي ماير كاتب ألماني.
- 3 يناير – مايكل شوماخر
- 12 يناير – روبرت بروسينتشكي لاعب كرة قدم كرواتي.
- 27 يناير – مارك فورستر منتج أفلام وكاتب سيناريو ألماني.

### فبراير
- 2 فبراير – كنوت كيرشر لاعب كرة قدم ألماني.
- 4 فبراير – كلوديا ميشلسن ممثلة ألمانية.
- 13 فبراير – هولغر مولر ممثل ألماني.
- 18 فبراير – جانيت هين ممثلة ألمانية.
- 24 فبراير – ستيفان ستينويج درّاج طريق ألماني.

### مارس
- 4 مارس – هنريك رودل
- 11 مارس – أكيم ويبر لاعب ومدرب كرة قدم ألماني.

### أبريل
- 11 أبريل – كارستن أرينس لاعب كرة مضرب ألماني.
- 16 أبريل – لياندر شولتس كاتب ألماني.

### مايو
- 29 مايو – ويلترود بروبست لاعبة كرة مضرب ألمانية.

### يونيو
- 14 يونيو – شتيفي غراف لاعبة كرة مضرب ألمانية.
- 15 يونيو – أوليفر كان لاعب كرة قدم ألماني.

### يوليو
- 5 يوليو – أنسغار برينكمان لاعب كرة قدم ألماني.
- 10 يوليو – جوناس كوفمان
- 10 يوليو – شارلوته ريشتر بايل كاتبة ألمانية.
- 12 يوليو – سابين هاك لاعبة كرة مضرب ألمانية.
- 16 يوليو – سارا فاكنكنيخت سياسية ألمانية.
- 21 يوليو – أيزابيل ويرث
- 23 يوليو – ماركو بوده لاعب كرة قدم ألماني.

### أغسطس
- 6 أغسطس – سورين لسبريغ درّاج طريق ألماني.

### سبتمبر
- 23 سبتمبر – مايكل ريتش درّاج طريق ألماني.

### أكتوبر
- 27 أكتوبر – مايكل تارنات لاعب كرة قدم ألماني.
- 29 أكتوبر – جورجوس دونيس لاعب كرة قدم.

### نوفمبر
- 4 نوفمبر – كاثرين بورون
- 10 نوفمبر – ينس ليمان لاعب كرة قدم ألماني.
- 20 نوفمبر – فولفغانغ شتارك حكم كرة قدم ألماني.

### ديسمبر
- 6 ديسمبر – يورغ هاينريخ لاعب ألماني سابق لكرة القدم.
- 12 ديسمبر – كريستيان ماير درّاج طريق ألماني.
- 15 ديسمبر – روديغر هاس لاعب كرة مضرب ألماني.
- 26 ديسمبر – توماس لينكه لاعب كرة قدم ألماني.

## وفيات

### فبراير
- 16 فبراير – مارثا هوبنر (مواليد 1889) ممثلة ألمانية.
- 26 فبراير – كارل ياسبرس (مواليد 1883)

### مارس
- 9 مارس – والتر كريستالر (مواليد 1893)

### أبريل
- 4 أبريل – فريدريك فون هيون (مواليد 1875)
- 21 أبريل – رودلوف أميلونكسين (مواليد 1888) رئيس الوزراء الأول لولاية شمال الراين - فستفاليا (1946-1947).

### مايو
- 2 مايو – فرانز فون بابن (مواليد 1879)
- 8 مايو – روبرت تساندر (مواليد 1892)
- 18 مايو – لودفيغ بيرغر (مواليد 1892)

### يونيو
- 3 يونيو – جيمس اربورغ (مواليد 1896)

### يوليو
- 5 يوليو – فيلهلم باكهاوس (مواليد 1884)
- 5 يوليو – والتر غروبيوس (مواليد 1883)
- 23 يوليو – راينهولد هاينن (مواليد 1894) صحفي ألماني.
- 25 نوفمبر – هانس كونراد يوليوس رايتر (مواليد 1881) طبيب ألماني.
- 26 يوليو – فالتر ريبه (مواليد 1892) كيميائي ألماني.

### أغسطس
- 6 أغسطس – تيودور أدورنو (مواليد 1903)
- 17 أغسطس – لودفيغ ميس فان دير روه (مواليد 1886)
- 24 أغسطس – بيرنت فون هايزيلر (مواليد 1907) كاتب ألماني.

### أكتوبر
- 22 أكتوبر – فريتز شتاينهوف (مواليد 1897) سياسي ألماني.

### نوفمبر
- 6 نوفمبر – ماكس كنول (مواليد 1897) مهندس ألماني.
- 11 نوفمبر – يان بيترسن (مواليد 1906)
- 25 نوفمبر – هانس كونراد يوليوس رايتر (مواليد 1881) طبيب ألماني.

### ديسمبر
- 5 ديسمبر – كلود دورنير (مواليد 1884)
- 21 ديسمبر – هرمان فرنر سيمنز (مواليد 1891)